# Grönlandi labdarúgó-válogatott
A Grönlandi labdarúgó-válogatott Grönland válogatottja, melyet a Grönlandi labdarúgó-szövetség (Grønlands Boldspil-Union) irányít. Habár Grönland ugyanolyan státusszal rendelkezik a Dán Királyságon belül mint a Feröer-szigetek, nem tagja sem a FIFA-nak, sem az UEFA-nak, így nem indulhat sem a világbajnoki sem az Európa-bajnoki selejtezőkön. 2024 májusában a Grönlandi labdarúgó-szövetség beadta a belépési kérelmét az CONCACAF-hoz.

## Szigetjátékok
| Év   | Forduló       | Végső helyezés | GP            | Gy            | D             | V             | GS            | GA            |
| ---- | ------------- | -------------- | ------------- | ------------- | ------------- | ------------- | ------------- | ------------- |
| 1989 | Elődöntő      | 4.             | 4             | 1             | 0             | 3             | 4             | 8             |
| 1991 | 1. forduló    | 8.             | 4             | 0             | 0             | 4             | 8             | 15            |
| 1993 | Elődöntő      | 4.             | 4             | 2             | 0             | 2             | 1             | 6             |
| 1995 | Elődöntő      | 4.             | 5             | 2             | 0             | 3             | 10            | 10            |
| 1997 | 1. forduló    | 9.             | 4             | 0             | 1             | 3             | 3             | 9             |
| 1999 | Negyeddöntő   | 8.             | 5             | 2             | 0             | 3             | 11            | 19            |
| 2001 | 1. forduló    | 9.             | 4             | 2             | 1             | 1             | 6             | 2             |
| 2003 | 1. forduló    | 10.            | 2             | 3             | 0             | 2             | 22            | 5             |
| 2005 | 1. forduló    | 8.             | 5             | 1             | 2             | 2             | 8             | 14            |
| 2007 | Nem jutott be | Nem jutott be  | Nem jutott be | Nem jutott be | Nem jutott be | Nem jutott be | Nem jutott be | Nem jutott be |
| 2009 | 1. forduló    | 9.             | 4             | 1             | 0             | 3             | 8             | 15            |
| 2011 | 1. forduló    | 11.            | 4             | 1             | 0             | 3             | 5             | 7             |
| 2013 | Döntő         | 2. helyezés    | 5             | 2             | 0             | 3             | 21            | 5             |
| 2015 | Rájátszás     | 5.             | 4             | 3             | 1             | 0             | 8             | 4             |

Magyarázat
      Bajnok
      2. helyezett
      3. helyezett